# Femmes françaises
Ne doit pas être confondu avec Une femme française.

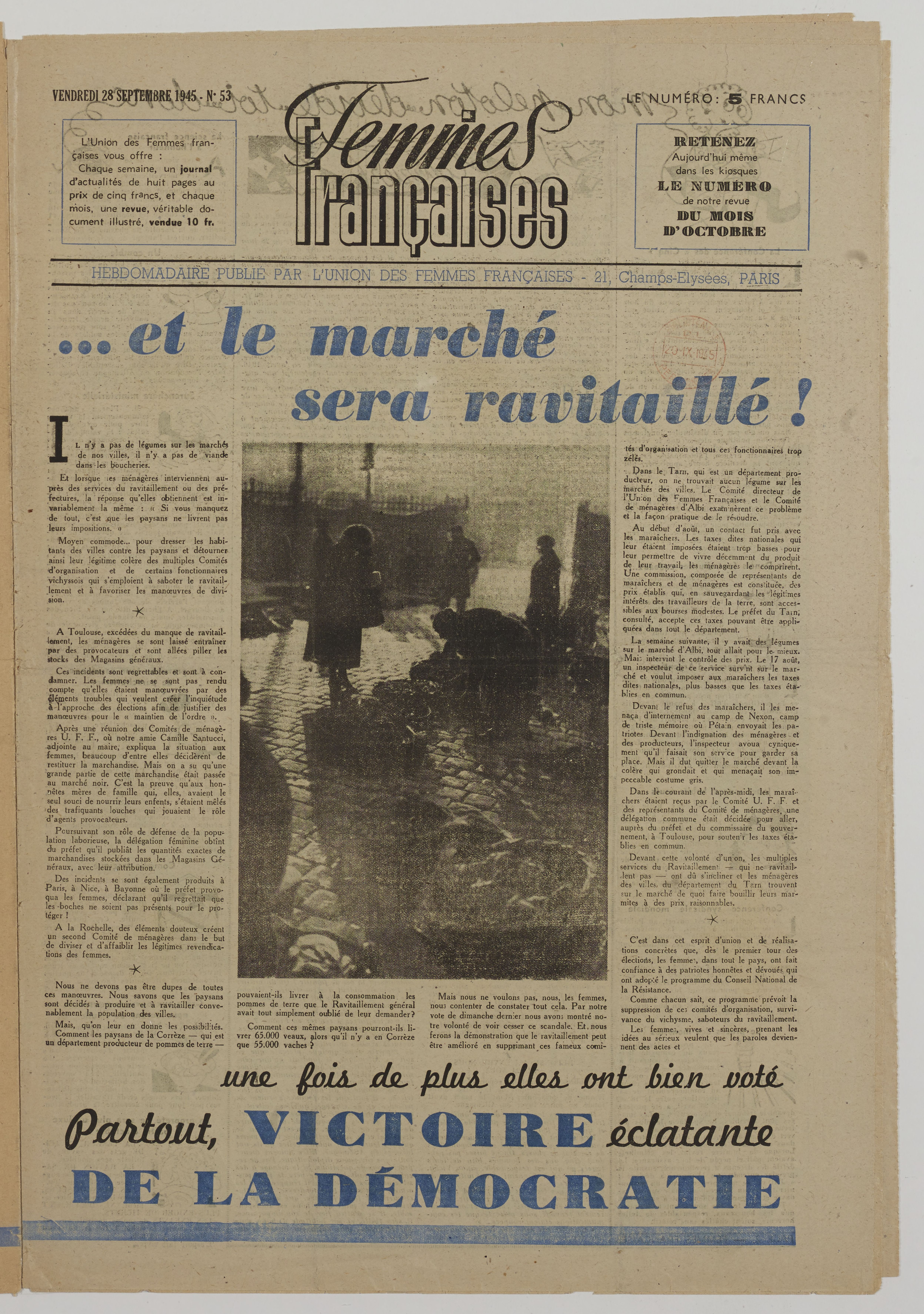
Première page de Femmes françaises du 28 septembre 1945.

Femmes françaises est un hebdomadaire féminin et communiste français publié entre 1944 et 1957.

## Historique
L'hebdomadaire paraît d'abord clandestinement puis officiellement pour la première fois en 1944. Les efforts de la résistance française permettent le regroupement des comités féminins communistes en novembre 1944 qui, à leur tour, créent l'Union des femmes françaises (UFF) et son magazine Femmes françaises.
Il est édité par France d'abord au 19 rue Saint-Georges à Paris. En 1948, le magazine se vend à 5 600 exemplaires. Il cesse de paraître en 1957. Son successeur est le mensuel Heures claires des Femmes françaises, dont Henriette Bidouze prend la direction un temps, jusqu’en 1985 puis un autre magazine féministe Clara (en),.
Édith Thomas contribue au premier numéro en informant le lectorat du décès de Danielle Casanova, secrétaire de l'Union des jeunes filles de France (UJFF).
Dans l'édition du 30 novembre 1944, Irène Joliot-Curie écrit pour défendre le droit de vote des femmes en France.
D'octobre 1949 à mai 1952, Élise Fraysse est rédactrice en chef de Femmes françaises. En 1952, sa couverture des événements menant à l'indépendance tunisienne entraîne son emprisonnement.
En mai 1951, l'actrice Loleh Bellon est la marraine d'un concours d'abonnement pour Femmes françaises.

## Collaboratrices
- Henriette Bidouze
- Élise Fraysse
- Gisèle Joannès
- Irène Joliot-Curie
- Édith Thomas